# Trillingdempers

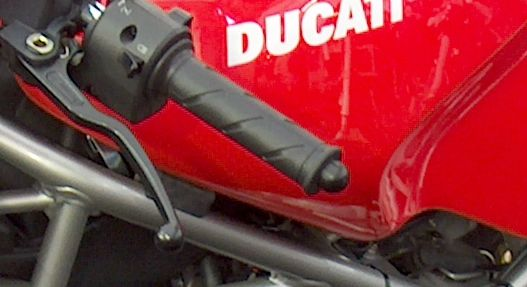
trillingsdemper op een Ducati M 620 Monster

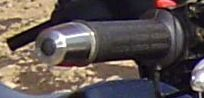
trillingsdemper op een Honda ST 1300 Pan European

Trillingdempers zijn zware doppen die in de stuuruiteinden van een motorfiets worden gezet om trillingen in het stuur tegen te gaan.
De trillingen in het stuur worden geëlimineerd door de massa van het stuur te vergroten, en daarmee de eigenfrequentie te verlagen. Trillingsdempers worden tegenwoordig vrijwel altijd standaard gemonteerd, maar zijn ook als accessoire verkrijgbaar.
Trillingsdempers zijn niet alleen noodzakelijk op motorfietsen met zware een- en tweecilinder motoren. Ook viercilinders kunnen hinderlijke trillingen veroorzaken. Deze worden niet alleen aan de handen doorgegeven, maar kunnen ook het beeld in de spiegels (als deze op het stuur gemonteerd zijn) vervagen.